# إدموند مانفريد
إدموند مانفريد (بالإنجليزية: Edward Manfred)‏ هو مهندس معماري أسترالي، ولد في 5 يونيو 1856 في كنزينغتون في المملكة المتحدة، وتوفي في 20 فبراير 1941 في غولبرن في أستراليا.

## معرض صور

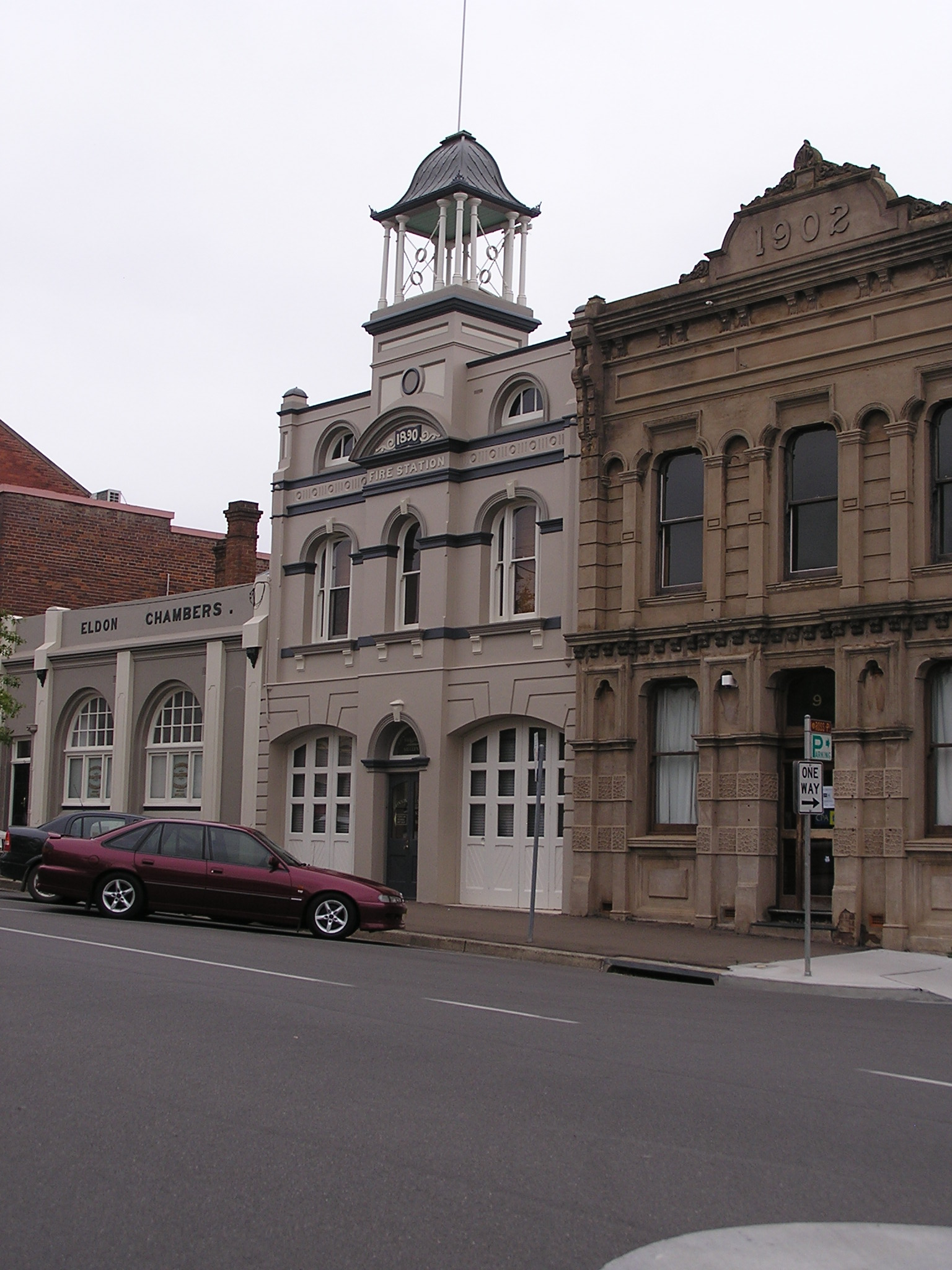
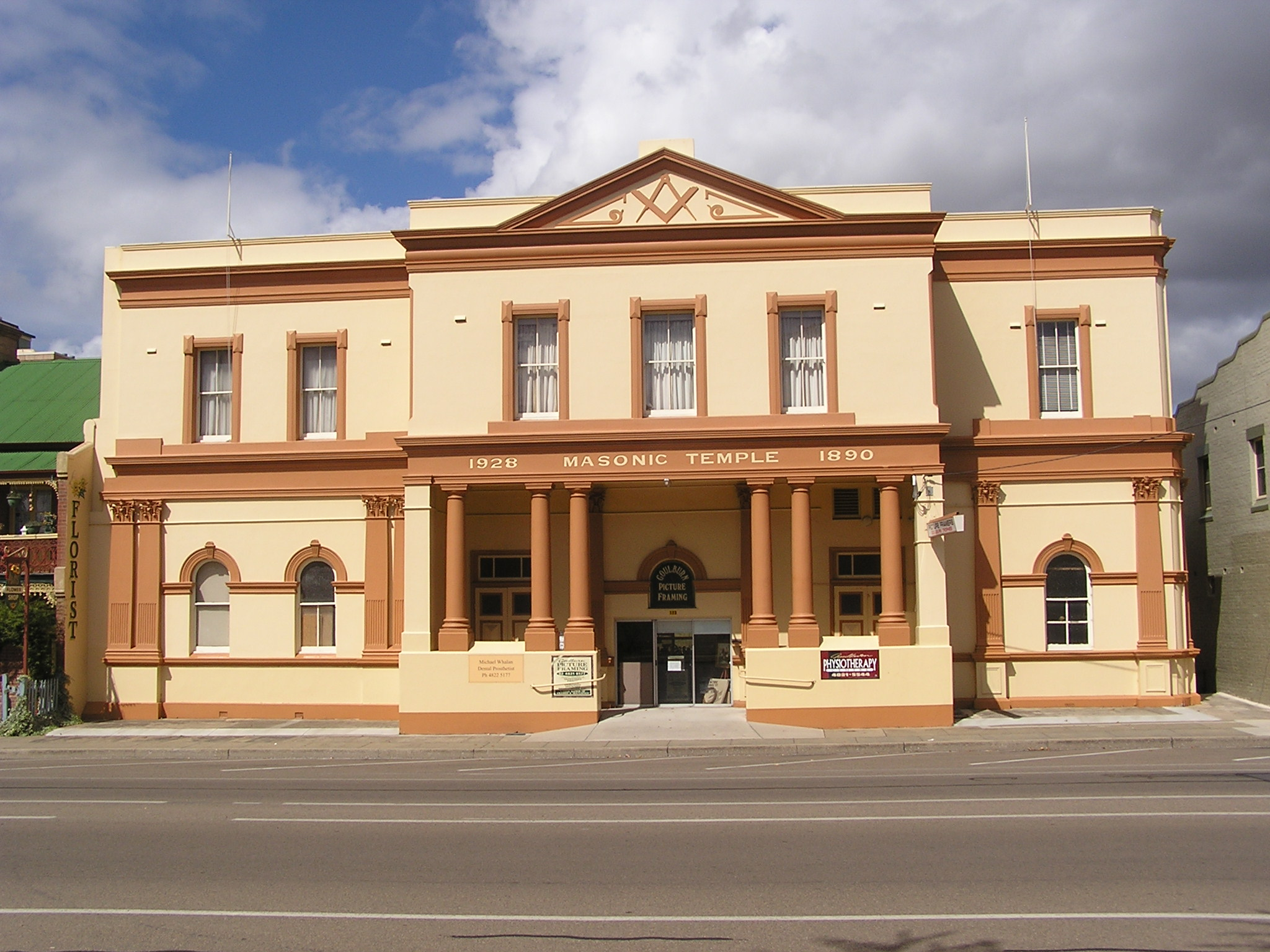
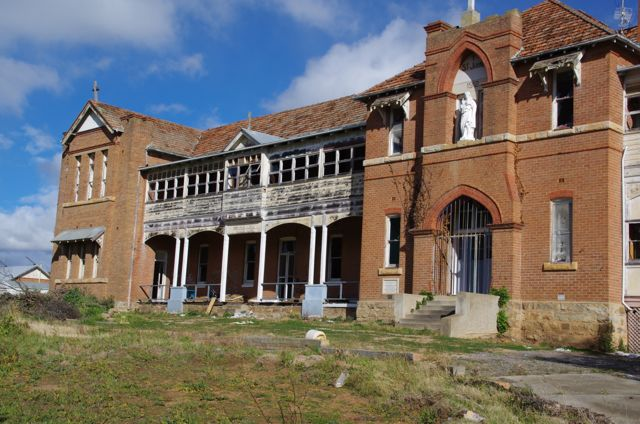